# Rosie
Rosie är den brittiska musikgruppen Fairport Conventions åttonde studioalbum, utgivet 1973.
Efter albumet Babbacombe Lee genomgick Fairport Convention ett antal medlemsbyten. I ett läge där gruppen i det närmaste var upplöst påbörjades Rosie, enligt uppgift som ett soloalbum för Dave Swarbrick. På den färdiga produkten märks detta mest genom att man använt tre olika trummisar, förutom Dave Mattacks, som lämnade gruppen strax efter Babbacombe Lee men återvänt, också Timi Donald och Gerry Conway. Den senare blev medlem i gruppen 26 år senare. Gästar gör också Richard Thompson och Ralph McTell. Båda de nya medlemmarna, Trevor Lucas och Jerry Donahue, kom närmast från Fotheringay, den grupp Sandy Denny startade när hon lämnade Fairport Convention.
Förutom titelspåret har ingen av låtarna dykt upp i senare Fairport-uppsättningars repertoar. Värd att notera är Dave Peggs "Hungarian Rhapsody", som behandlar en turné i östblocket.

## Låtlista
1. "Rosie" (Swarbrick) - 3:39
2. "Matthew, Mark, Luke & John" (Pegg/Swarbrick/Mattacks/Thompson/Nicol) - 3:56
3. "Knights of the Road" (Lucas/Roche) - 3:56
4. "Peggy's Pub" (Pegg) - 2:26
5. "The Plainsman" (Lucas/Roche) - 3:20
6. "Hungarian Rhapsody" (Pegg) - 3:14
7. "My Girl" (Swarbrick) - 5:14
8. "Me With You" (Swarbrick) - 3:40
9. "The Hens March Through the Midden & The Four Poster Bed" (traditionell) - 2:50
10. "Furs & Feathers" (Swarbrick) - 4:34

## Medverkande på albumet
- Dave Swarbrick, fiol, mandolin, sång
- Trevor Lucas, sång
- Dave Mattacks, trummor
- Dave Pegg, bas, mandolin, sång
- Jerry Donahue, gitarr, sång
- Trevor Lucas, producent